# Mouret (Aveyron)
Mouret település Franciaországban, Aveyron megyében. Lakosainak száma 558 fő (2022. január 1.). Mouret Marcillac-Vallon, Muret-le-Château, Nauviale, Pruines, Saint-Félix-de-Lunel, Salles-la-Source és Villecomtal községekkel határos.

## Népesség
A település népessége az elmúlt években az alábbi módon változott:
| Lakosok száma | 594  | 505  | 464  | 553  | 518  | 535  | 538  | 545  | 549  | 558  |
|               | 1968 | 1982 | 1990 | 2006 | 2013 | 2015 | 2017 | 2019 | 2020 | 2022 |